# Fillmore (Utah)
Fillmore és una població dels Estats Units a l'estat de Utah. Segons el cens del 2000 tenia 2.253 habitants.

## Demografia
Segons el cens del 2000, Fillmore tenia 2.253 habitants, 732 habitatges, i 562 famílies. La densitat de població era de 150,8 habitants per km².
Dels 732 habitatges en un 43,9% hi vivien nens de menys de 18 anys, en un 64,8% hi vivien parelles casades, en un 8,9% dones solteres, i en un 23,1% no eren unitats familiars. En el 21,9% dels habitatges hi vivien persones soles el 12,4% de les quals corresponia a persones de 65 anys o més que vivien soles. El nombre mitjà de persones vivint en cada habitatge era de 3,06 i el nombre mitjà de persones que vivien en cada família era de 3,62.
Per edats la població es repartia de la següent manera: un 36,8% tenia menys de 18 anys, un 8,3% entre 18 i 24, un 23,7% entre 25 i 44, un 17,8% de 45 a 60 i un 13,3% 65 anys o més.
L'edat mediana era de 30 anys. Per cada 100 dones de 18 o més anys hi havia 96,3 homes.
La renda mediana per habitatge era de 31.719 $ i la renda mediana per família de 34.830 $. Els homes tenien una renda mediana de 31.944 $ mentre que les dones 20.000 $. La renda per capita de la població era de 12.061 $. Entorn del 15,6% de les famílies i el 21% de la població estaven per davall del llindar de pobresa.

## Poblacions més properes
El següent diagrama mostra les poblacions més properes.